# دکمهاره
دکمهاره یک شهر در اریتره است که در منطقه جنوبی (اریتره) واقع شده‌است.

## خصوصیات
دکمهاره ۳۱٬۰۰۰ نفر جمعیت دارد.